# Hayya Hayya (Better Together)
Hayya Hayya (Better Together) è un singolo del cantante statunitense Trinidad Cardona, del cantante nigeriano Davido e della cantante qatariota Aisha, pubblicato il 1º aprile 2022 come inno ufficiale del campionato di calcio in Qatar.

## Tracce
1. Hayya Hayya (Better Together) – 3:27